# 石城山崖墓群
石城山崖墓群位於四川省宜賓縣五寶鄉、義興鄉、雙龍鄉、黃格鄉、復龍鄉等鄉，文物遺址年代判定為宋至明。1991年4月16日公佈為四川省第三批文物保護單位。2006年5月25日列為第六批全國重點文物保護單位。